# كأس جنوب إفريقيا 2016–17
كأس جنوب أفريقيا 2016–17 هو موسم من كأس جنوب أفريقيا. فاز فيه سوبر سبورت يونايتد.